# Original Equipment Manufacturer
OEM är en akronym för Original Equipment Manufacturer, det vill säga termen för ett företag som tillverkar komponenter, men inte den slutliga produkten som kan säljas på den öppna marknaden. I normala fall säljs produkten inte direkt av OEM-företaget utan via en officiell tillverkare som placerar produkten på marknaden. De flesta OEM-företag har avtal som förhindrar dem att sälja direkt till tillverkarens återförsäljare eller på den öppna marknaden. Alla komponenttillverkare av kompletta maskiner, som produceras till en färdig produkt för en slutanvändare, benämns OEM.